# Armoiries de l'Arménie
Les armoiries de l'Arménie constituent l'emblème héraldique de l'Arménie. Adoptées le 19 avril 1992 par le Conseil suprême de la République d'Arménie (et confirmées par une loi du 15 juin 2006), elles sont globalement semblables à celles qui étaient utilisées lors de la première indépendance du pays et s'inspirent de son histoire en reprenant les symboles des quatre dynasties arméniennes historiques, surmontées du mont Ararat.

## Description

### Écu
L'écu présente des armes composées et est écartelé au premier de Bagratide, au second d'Arsacide, au troisième d'Artaxiade et au quatrième de Roupénide, portant sur le tout le Mont Ararat surmonté de l'arche de Noé (d'orangé au mont portant une arche d'argent). Les quartiers représentent les quatre maisons historiques ayant régné sur l'Arménie, avec des meubles au tracé peu traditionnel : 
- le quartier bagratide est de gueules au lion contourné d'or portant une croix du même ;
- le quartier arsacide est d'azur à l'aigle bicéphale d'or ;
- le quartier artaxiade est d'azur à deux têtes d'aigles affrontées d'or ; il s'inspire de l'emblème figurant sur certaines pièces frappées par Tigrane le Grand au Ier siècle av. J.-C.[3] ;
- le quartier roupénide est de gueules au léopard couronné d'or portant une croix du même.

Les trois couleurs de fond renvoient aux couleurs du drapeau de l'Arménie. On peut également remarquer que les quartiers attribués aux Arsacides et aux Artaxiades sont certainement des constructions tardives, étant donné que ces dynasties ont régné en des temps pré-héraldiques, c'est-à-dire avant le XIIe siècle.

### Ornements extérieurs
L'écu est supporté à dextre par un aigle et à senestre par un lion, tous deux d'or, deux symboles remontant à l'époque urartéenne. Sous l'écu figurent, :
- une épée, représentant la puissance et la force de la nation, brisant les chaînes de l'oppression ;
- une chaîne brisée, représentant l'effort réalisé afin d'obtenir liberté et indépendance ;
- un épi, représentant la nature laborieuse des Arméniens ;
- une plume, représentant leur héritage intellectuel et culturel ; et
- un ruban.

## Histoire

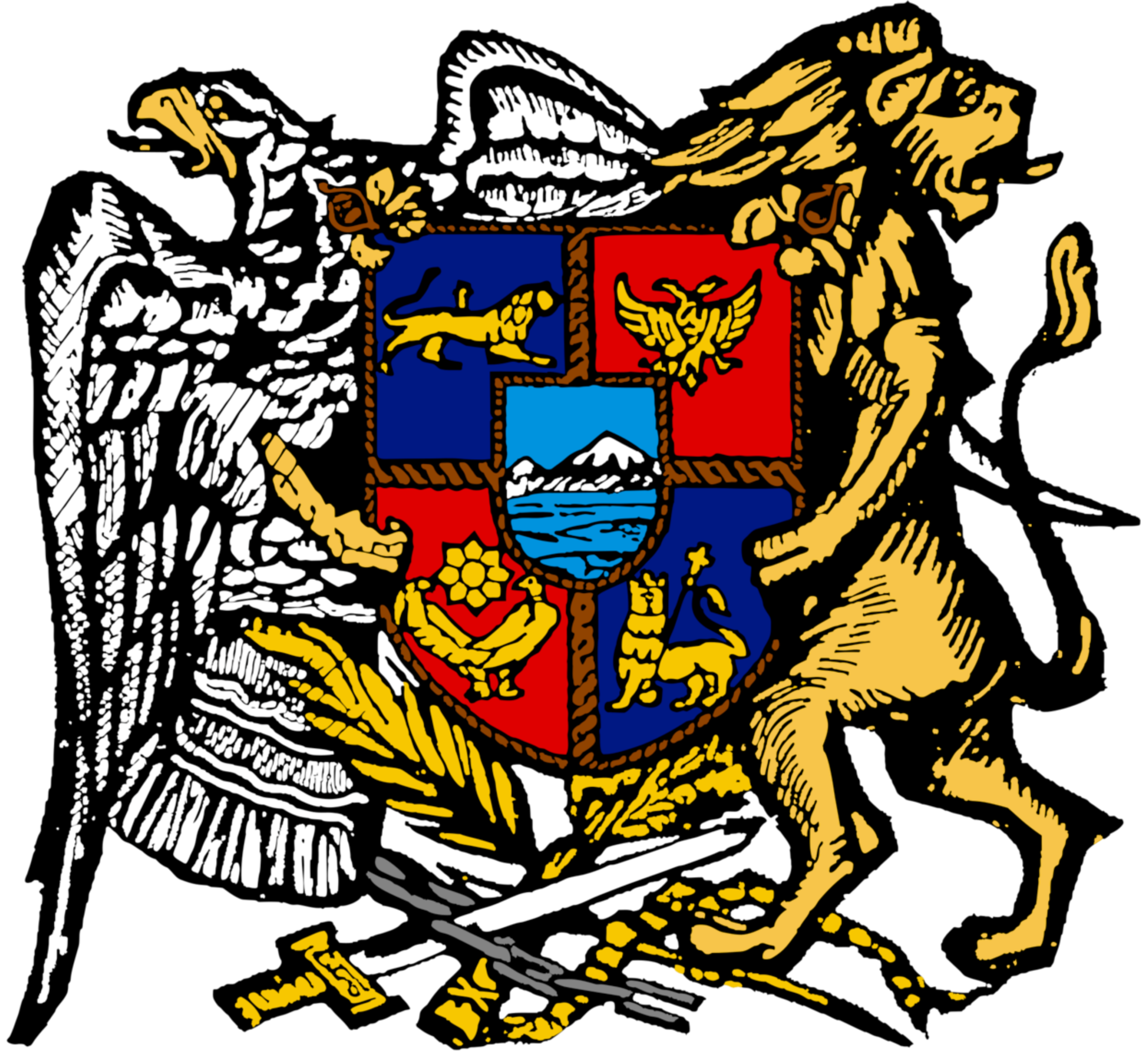
Armoiries de la Première République d'Arménie.

Emblème de la République socialiste soviétique d'Arménie

### Armoiries de la Première République d'Arménie
Les armoiries de la Première République d'Arménie (1918-1921) sont fort semblables aux armoiries actuelles. Leur style est toutefois plus traditionnel, les supports sont tous deux langués, les éléments figurant sous l'écu sont placés dans un ordre différent, et l'arche de Noé est absente. Elles ont été créées par Alexandre Tamanian et Hakob Kojoyan.

### Armoiries de la République socialiste soviétique d'Arménie
Esquissées par Martiros Sarian en 1922, ces armoiries ont été adoptées en 1937 par la République socialiste soviétique d'Arménie (1936-1991). Elles représentent le Mont Ararat surmonté par la faucille et le marteau soviétiques.

### Armoiries actuelles
Les armoiries actuelles, version remaniée de celles de la Première République, ont été adoptées le 19 avril 1992 par le Conseil suprême d'Arménie, après le retour à l'indépendance du pays. Ce choix est confirmé par la constitution arménienne du 5 juillet 1995, dont la dernière modification, le 27 novembre 2005, renvoie à une loi pour les détails. Cette loi a été adoptée le 15 juin 2006 (loi sur les armoiries d'État de la République d'Arménie).